# Jean-Yves Kerjean
Jean-Yves Kerjean, né le 25 juin 1958 à Ploudalmézeau, est un footballeur français évoluant comme défenseur central du milieu des années 1970 au début des années 1990, avant de se reconvertir en entraîneur.
Kerjean débute le football dans le club de sa ville natale, au niveau régional. Il intègre ensuite le centre de formation du Stade rennais avec lequel il débute en professionnel. En 1982, il rejoint Chaumont en D2 puis l'Olympique de Marseille où il encadre les « Minots » qui remontent en D1. Il termine sa carrière professionnelle à Istres à partir de 1985 puis Dijon de 1987 à 1989. Il descend alors jouer un an en D3 avec Perpignan puis en N2 avec Vannes où il effectue sa reconversion sur le banc. Il prend la tête de Concarneau au niveau régional en 1996-1997 avant de passer une année sabbatique pour passer le Brevet d'état d'éducateur sportif second degré.

## Carrière

### En tant que joueur
Natif du Pays de Léon, Jean-Yves Kerjean s'illustre très jeune avec l'Arzelliz de Ploudalmézeau, ce qui lui permet d'être repéré par le Stade rennais qui l'engage en 1976. Après une première saison où il ne jouera que des bouts de matchs en Division 1, Kerjean s'impose comme titulaire en défense centrale en 1977-1978 alors que le club breton vient d'être relégué en D2. Il reste au Stade rennais jusqu'en 1982, changeant plusieurs fois de partenaire en défense centrale : Dominique Blin, René Izquierdo et Bernard Tischner se succèdent à ses côtés.
Après une saison au FC Chaumont en Division 3, Jean-Yves Kerjean est recruté par l'Olympique de Marseille. Sous les couleurs phocéennes, il s'impose rapidement comme titulaire et apporte son expérience à l'équipe des « Minots » qui fait remonter le club en première division. En 1984-1985, Kerjean dispute avec Marseille sa première (et unique) saison complète en D1.
Par la suite, le Finistérien repart vers la D2, en rejoignant Istres Sports puis le Cercle laïque de Dijon, avant de terminer sa carrière en D3 avec le FC Perpignan et le FC Vannes.

### En tant qu'entraîneur
La reconversion de Jean-Yves Kerjean en entraîneur débute lorsque celui-ci prend la succession de Michel Hervé à la tête du FC Vannes en 1992. Il conduit l'équipe vannetaise pendant quatre saisons, sans parvenir à obtenir une montée à l'échelon supérieur. En 1996, Kerjean rebondit à Concarneau, puis enchaîne les expériences dans des clubs de rang inférieur comme Lucé, Annecy et Limoges. 
En 2001, Jean-Yves Kerjean s'expatrie en Afrique du Sud où il entraîne pendant un an les Orlando Pirates, remportant au passage le titre de champion.
En 2007, après quelques années au sein du staff du Stade brestois, il devient entraîneur de l'équipe réserve.

### Vie privée
Jean-Yves Kerjean est le père d'Yves-Marie Kerjean, lequel devient également footballeur, au Stade brestois puis au Valenciennes FC.

## Palmarès
- 1984 : Vice-champion de France de Division 2 avec Marseille
- 2001 : Champion d'Afrique du Sud avec les Orlando Pirates